# Cratere Rauch
Rauch  è un cratere sulla superficie di Marte.